# Chaetomella oblonga
Chaetomella oblonga är en svampart som beskrevs av Fuckel 1870. Chaetomella oblonga ingår i släktet Chaetomella, klassen Leotiomycetes, divisionen sporsäcksvampar och riket svampar.   Inga underarter finns listade i Catalogue of Life.